# Андре Мішо

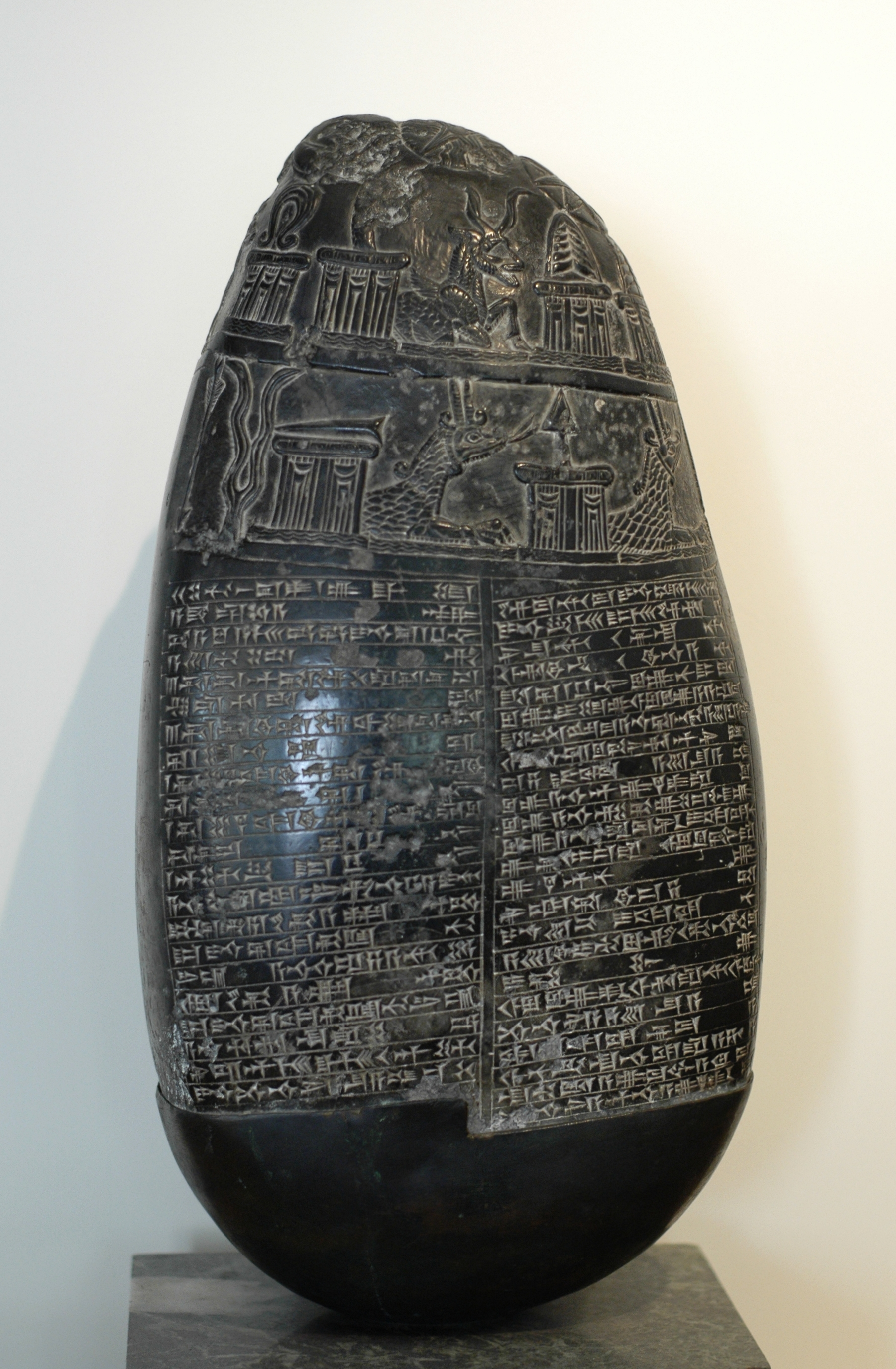
Так званий «Камінь Мішо»

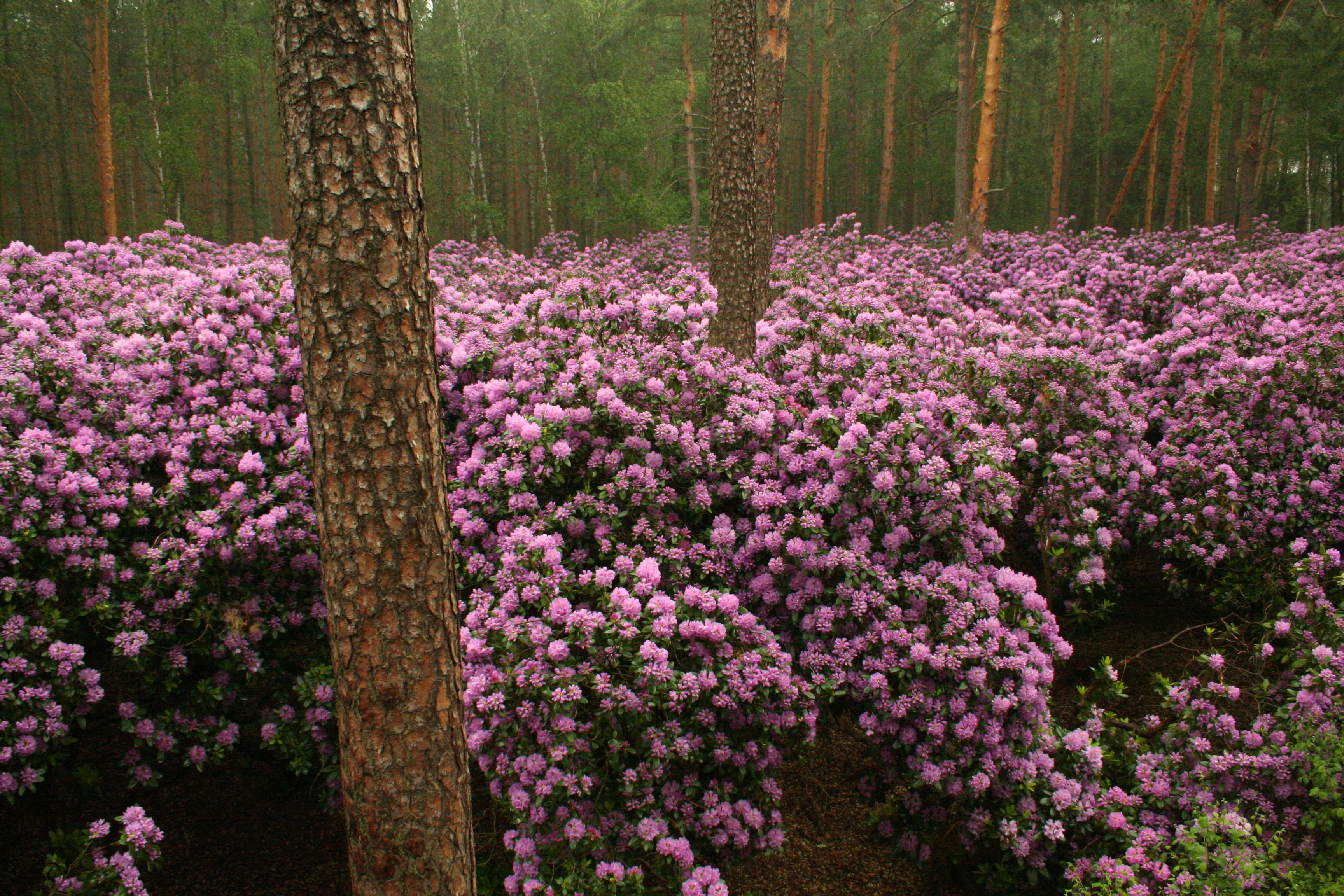
Rhododendron catawbiense, одна з рослин із знайдених та вперше описаних Андре Мішо

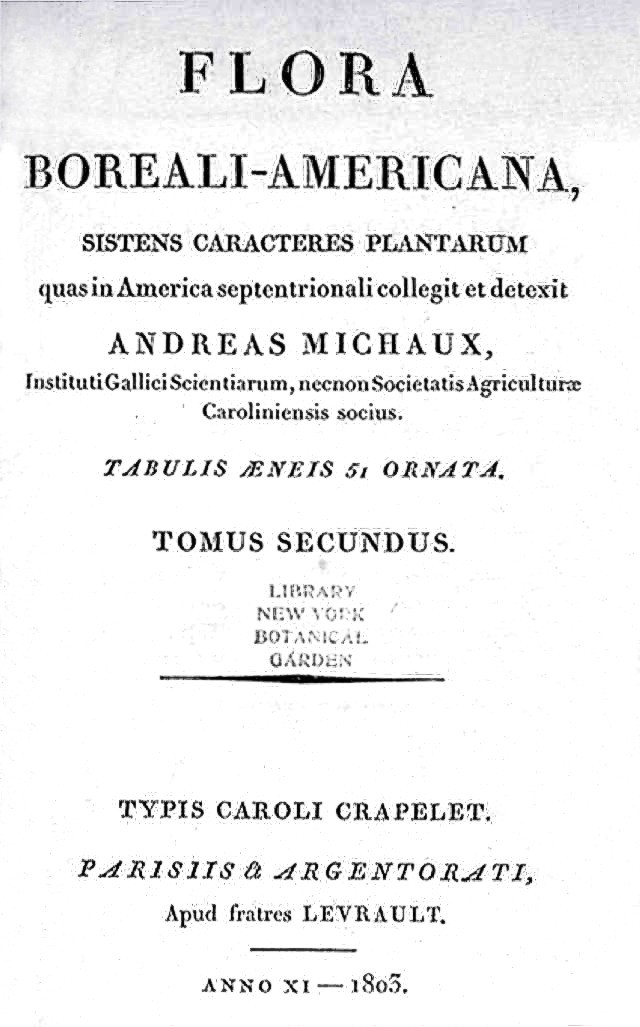
Титульний листок книги Мішо Flora -Americana

Андре́ Мішо́ (фр. André Michaux, 1746–1802) — французький мандрівник та ботанік.

## Біографія
Андре Мішо народився під Версалем на фермі Саторі (нині включена до Версальського парку), де служив його батько.
Мішо вивчав ботаніку у доктора Луї Гійома Ле Моньє, лікаря королів Людовика XV та Людовика XVI та професора ботаніки у Королівському саду (фр. Jardin du roi), прослухав курс у Бернара де Жюссьє у версальському Тріаноні.
У 1779 році, після отримання диплома ботаніка, він відвідав Англію, де попрацював у Королівських ботанічних садах в К'ю, вивчаючи британську флору.
У 1780 році він брав участь у ботанічній експедиції Ламарка в Оверні, збирав гербарії у французьких та іспанських Піренеях.
У 1782 Мішо був посланий французьким урядом у Персію з науково-ботанічною метою. Його супроводжував у поїздці французький консул Жан-Франсуа Руссо, двоюрідний брат філософа Жана-Жака Руссо. Кілька місяців вони провели в Алеппо, Багдаді та Басрі, звідки він вирушив до Персії, але був зупинений на виїзді з Басри повстанням арабів проти влади Османської імперії, пограбований та втратив усе, за винятком книг. Кілька днів по тому він зміг, нарешті, дістатися до Персії, де безперешкодно подорожував від Перської затоки до Каспійського моря. Після трьох з половиною років подорожі, наповненої науковими дослідженнями, він повернувся до Франції з великим гербарієм передньоазійської флори. Колекції французьких ботанічних садів були поповнені ним багатьма рослинами, у тому числі були Zelkova carpinifolia, Pterocarya fraxinifolia та Michauxia campanuloides. Він також привіз перші зразки епіграфічних клинописних матеріалів, зокрема, вавилонського кудурру, відомого нині як Камінь Мішо. Це відомий пам'ятник на даний час зберігається у Кабінеті медалей Департаменту монет, медалей та старожитностей Національної бібліотеки Франції.
За успішне виконання завдань своєї першої поїздки він був призначений королівським ботаніком Людовика XVI та направлений у Сполучені Штати Америки восени 1785 року, з тим щоб знайти рослини для акліматизації у лісах, парках та садах Франції. У цій експедиції його супроводжував син Франсуа Андре (1770–1855), з яким він подорожував і першого разу. Андре Мішо досліджував Північну Америку від штату Флорида (тоді під іспанським пануванням) до Гудзонової затоки (Канада) та гирла Міссісіпі.
У 1786 році Мішо заснував ботанічний сад у Чарлстоні (Південна Кароліна), звідки він починав свої експедиції. У цей період він знайшов та вперше описав багато нових видів рослин, зібрав багато сіянців та насіння для відправки у Францію (серед них багато нових видів дуба, клена, горіха; віргілія жовта (Cladrastis lutea), магнолія великолиста (Magnolia macrophylla), рододендрон катевбинський (Rhododendron catawbiense)). Водночас він привіз до Америки нові рослини з різних регіонів світу, як-от дзельква городчата (Zelkova crenata), Османтус (Osmanthus), лагерстремія індійська (Lagerstroemia indica), альбіція іранська, гінкго дволопатеве, чай.
При поверненні до Франції у 1796 році його корабель зазнав аварії на узбережжі Голландії, у невеликому порту Егмонд-ан-Зеє. Більшу частину колекцій вдалося врятувати. Повернувшись до Парижа 23 грудня 1796, він так ніколи і не отримав плати за свої праці: у Франції тріумфувала Республіка.
У 1800 році Мішо приєднався до експедиції Ніколя Бодена (1754–1803), що прямувала до Австралії, але залишив експедиційне судно на Маврикії. Після року перебування на цьому острові він вирушив на Мадагаскар, щоб вивчити флору цього острова, але захворів на тропічну гарячку та помер три місяці по тому, 11 жовтня 1802 року.

## Вшанування
На честь Андре Мішо названо рід Мішоксія (Michauxia) родини Дзвоникові та ряд видів рослин.
У США, у Пенсільванії є Державний ліс Мішо. У Квебеку його ім'ям названо екологічний заповідник та острів на озері Містассіні.

## Публікації
Мішо написав дві великі роботи про рослини Північної Америки: Histoire des chênes de l'Amérique septentrionale (1801), з 36 таблицями; Flora Boreali-Americana (2 томи, 1803), з 51 таблицею (доступні на сайті Botanicus).
Його син, також ботанік, Франсуа Андре Мішо (фр. François André Michaux, 1770–1855), опублікував декілька книг, присвячених лісам Північної Америки (Histoire des arbres forestiers de l'Amérique septentrionale), де, у доповнення до власних досліджень, він зробив чисельні посилання на неопубліковані праці батька. Це видання складається з трьох томів, виданих у 1810–1813 роках, зі 156 таблицями. Англійський переклад був виданий у 1817–1819 роках під назвою The North American Sylva.